# Клинья Додена
Клинья Додена, фокусировочные клинья (англ. Split-Image Rangefinder) — вспомогательное фокусировочное приспособление, нашедшее наиболее широкое применение в зеркальных фотоаппаратах. Устройство состоит из двух полуцилиндрических призм, расположенных в круглом углублении в центре фокусировочного экрана зеркального видоискателя. При этом наклонные поверхности призм расположены навстречу друг другу и пересекаются в плоскости, совпадающей с поверхностью матового стекла.

## Принцип действия
Клинья располагаются в плоскости фокусировочного экрана и отклоняют проходящий свет в противоположные стороны. В видоискателе они делят изображение, видимое сквозь них, на две части. В случае, если плоскость резкого изображения совпадает с поверхностью матового стекла и точкой пересечения клиньев, изображение выглядит цельным. Если объектив не сфокусирован и плоскость наводки не совпадает с точкой пересечения, части изображения, видимые сквозь разные половины клиньев, смещаются в разные стороны. 
Такой эффект позволяет преодолеть один из главных недостатков зеркальной аппаратуры: затруднённую фокусировку по матовому стеклу, особенно при слабом освещении и низкой светосиле объектива. В большинстве типов зеркальной аппаратуры по аналогии с дальномерными фотоаппаратами граница клиньев располагается горизонтально («Старт», «Киев-88», Nikon F, Canon F-1, Pentax K1000), позволяя наводить на резкость только по вертикальным контурам. Для наводки по горизонтальным линиям фотоаппарат поворачивается на 90°. Некоторые производители выпускают сменные фокусировочные экраны, на которых клинья расположены под углом 45°, делая наводку более удобной по контурам с разными направлениями. Штатные экраны с таким расположением клиньев встречаются значительно реже (Rolleiflex SL 35, Praktica BX 20, Ricoh XR-P, «Киев-19М»). Ещё одна разновидность ориентации — две пары полуклиньев с вертикальной и горизонтальной границами — также используется только в сменных экранах. 
Клинья Додена появились в фотоаппаратуре значительно раньше микрорастра, поскольку не требуют высокоточного прессования. Они могут изготавливаться из оптического стекла с последующим приклеиванием в соответствующее углубление матового стекла. Главным недостатком клиньев считается их непригодность при работе объективами с низкой светосилой или закрытой диафрагмой. При относительном отверстии ниже f/4 фокусировка по клиньям невозможна, поскольку они полностью затемняются и мешают визированию. Уменьшение угла наклона поверхности клиньев позволяет снизить предельно допустимую светосилу, но точность фокусировки при этом падает. В фокусировочных экранах фотоаппарата Canon New F-1 была использована оригинальная конструкция клиньев, при которой вместо цельных полуклиньев использовались несколько поперечных сегментов, каждый из которых состоял из двух граней с разным углом наклона: 10° 50' и 5° 40'. За счёт переменного угла удалось совместить работоспособность устройства при небольших относительных отверстиях и хорошую точность со светосильной оптикой. Позднее такая же конструкция клиньев использовалась и другими производителями. 
Кроме непригодности при низкой светосиле, клинья Додена привносят неопределённость фокусировки при смещении глаза относительно окуляра видоискателя. Кроме того, они не эффективны при съёмке объектов со слабо выраженными контурами и не отображают глубину резко изображаемого пространства. По этим причинам, они окружаются матированной поверхностью фокусировочного экрана, которая используется для контроля глубины резкости и фокусировки объективов с низкой светосилой. С появлением технологий изготовления качественного микрорастра, оба устройства стали сочетать на универсальных (комбинированных) фокусировочных экранах. При этом клинья, расположенные в центре, окружены кольцом микропирамид, а остальное поле матировано. Все фокусировочные элементы таких экранов изготавливаются прессованием на поверхности общей заготовки из акрилата. В системных фотоаппаратах, допускающих возможность смены фокусировочного экрана, вместо клиньев Додена может быть выбран другой тип вспомогательного устройства фокусировки, более подходящего к конкретной съёмочной ситуации или объективу. Так, для удобства работы с объективами низкой светосилы вместо клиньев может быть установлено чистое матовое стекло. Напротив, при съёмке широкоугольными объективами, фокусировка которых по матовому стеклу затруднена, вместо него может быть установлен экран с клиньями.
В некоторых моделях современной цифровой фотоаппаратуры с автофокусом, оснащаемой штатным фокусировочным экраном без вспомогательных приспособлений,  сохраняется возможность его замены на экран, содержащий клинья Додена или микрорастр. Это повышает удобство работы со сменными объективами без автофокусировки.